# 加速度検知型筋弛緩モニタ

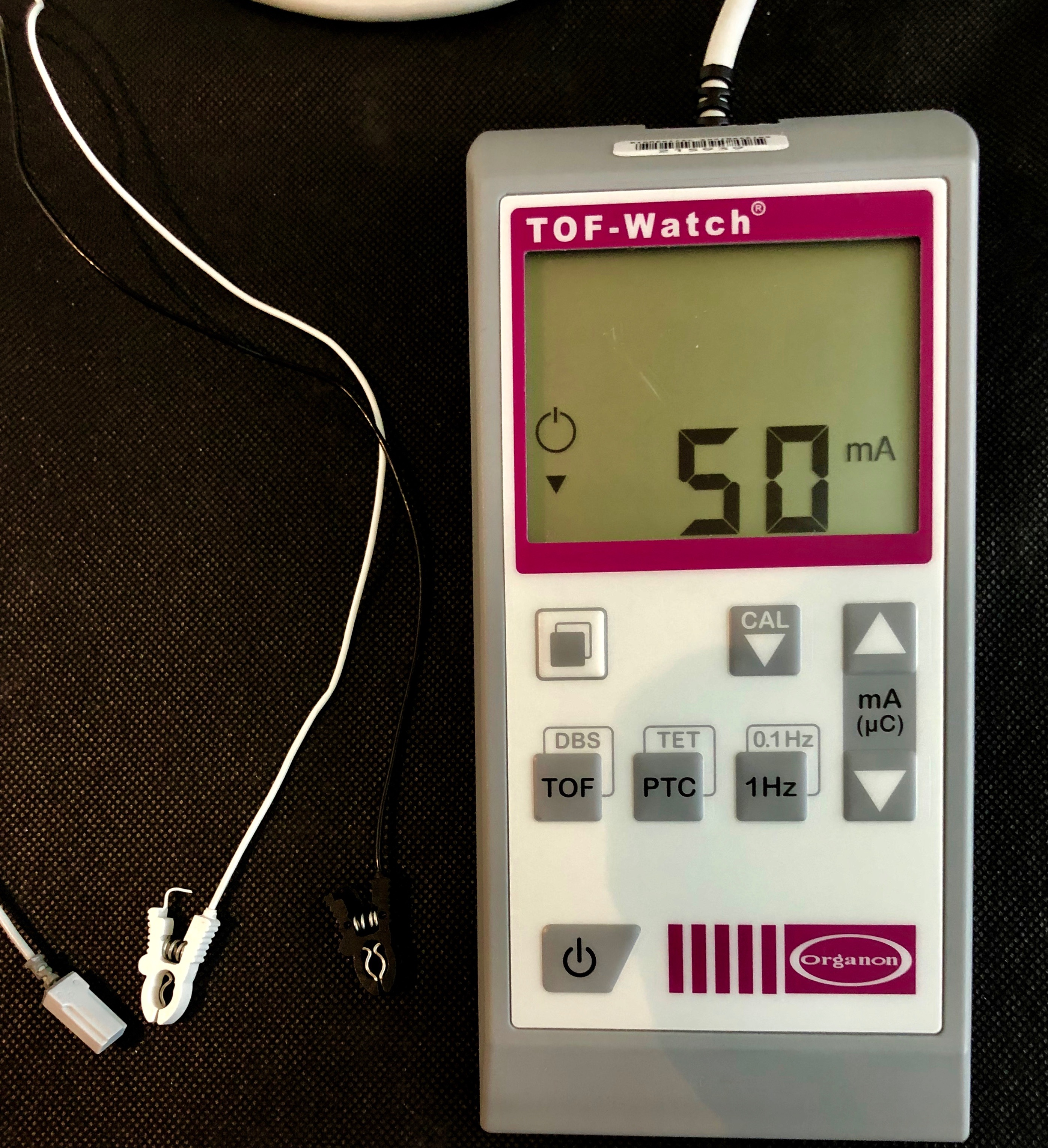
TOF- Watch。代表的な加速度検知型筋弛緩モニタであったが、販売終了となった。

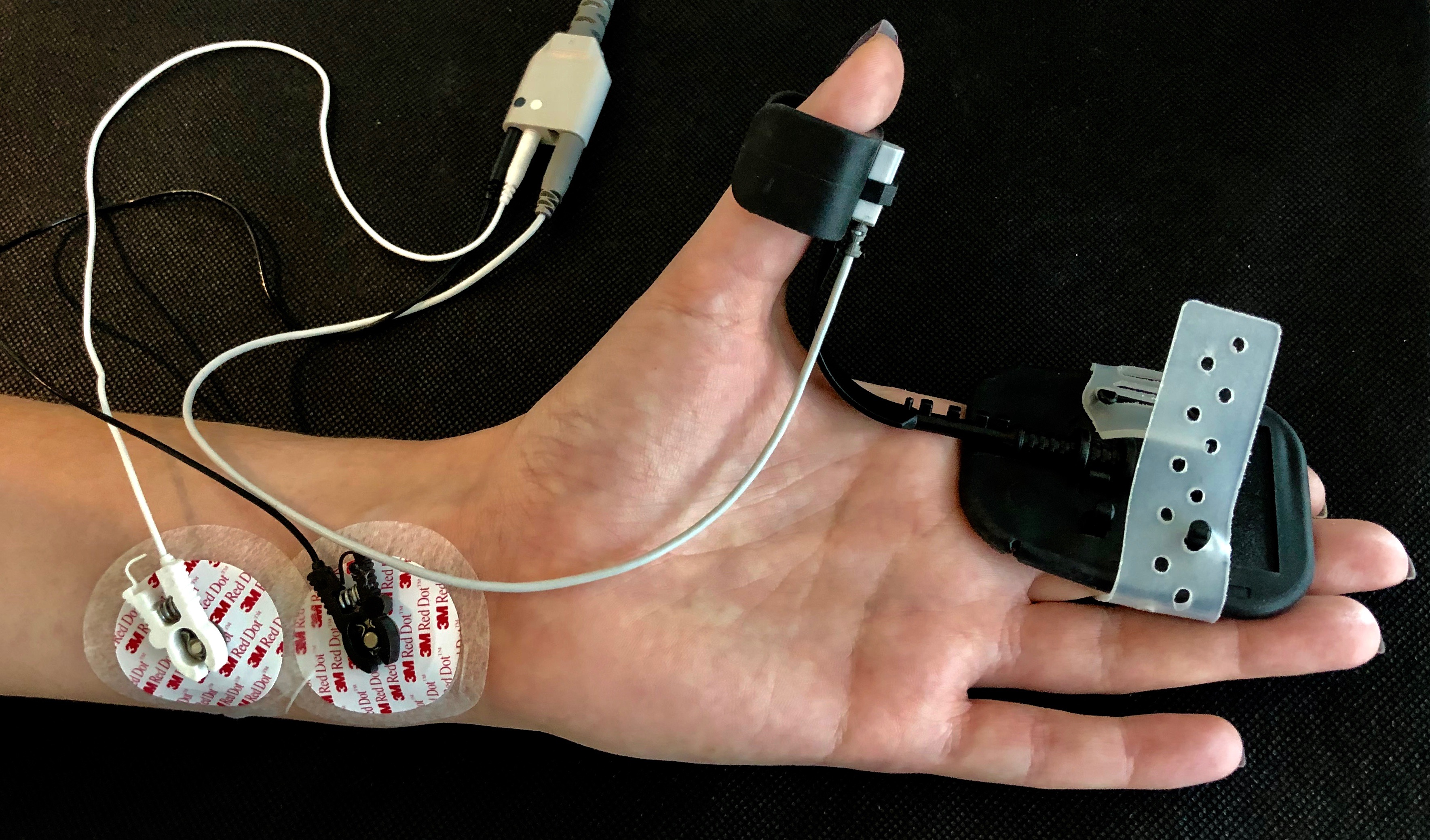
神経刺激電極は尺骨神経上に、加速度トランスデューサは母指に装着して、母指対立筋の収縮による母指運動の加速度を検知する。

加速度検知型筋弛緩モニタ（かそくどけんちがたきんしかんもにた、英: acceleromyograph）は、筋収縮力を加速度として定量化する筋弛緩モニタである。神経刺激を受けた後に筋肉によって生成される力を測定するために使用される。神経筋遮断薬が投与される全身麻酔中に、筋弛緩の深さを測定し、手術終了時の神経筋遮断薬からの回復の妥当性を評価するために、このモニタは使用される。加速度検知型筋弛緩モニタは客観的（定量的）筋弛緩モニタに分類される。代表的な製品である、TOFウォッチが2018年6月で販売終了、2024年6月で保守も終了となった。この機種は加速度を検知するセンサーが2次元検知式であり、センサーの検知方向と筋収縮の加速度にズレがあった場合、正しく評価できなかったが、この欠点が克服された3次元センサーを実装した機種が開発、販売されている。従来機で必要であった校正も不要である。

## 適応
麻酔を受ける患者は、気管挿管を容易にし、外科医が手術しやすいようにするため、神経筋遮断薬を投与されることがある。長時間作用性のこの薬は、短時間作用性のものよりも麻酔後回復室または集中治療室での残存筋弛緩の発生率が高い。残存している筋力低下の徴候を測定または除外するためのさまざまな検査が提案されているが、現実には術後残存筋弛緩を根絶できていない。浅い筋弛緩は、定量的な神経筋モニタリングを使用してのみ正確に測定できる。具体的には、四連刺激比が0.4から0.9の間である場合、観察者は筋収縮の減衰を確実に測定することはできない。

## 特徴
このモニターは、刺激された筋肉に取り付けられた小型の圧電トランスデューサを使用して筋活動を測定する。筋肉が加速すると電圧が発生し、その加速度が収縮力に比例する。圧電トランスデューサの質量は既知であり、加速度が測定されるため、力を計算することができる
ma = F（力:F, 質量:m, 加速度:a）
加速度検知型筋弛緩モニタは、小型で持ち運び可能で、周術期の環境で比較的使いやすい。残存筋弛緩と筋力低下の関連合併症をより軽減し、全体的な回復の質を改善することが示されている。